# Louis Henry (botaniste)
Pour les articles homonymes, voir Louis Henry et Henry.
Louis Henry, né le 4 février 1854 à Montigny-le-Roi (Haute-Marne) et mort le 12 janvier 1913 à Barges (Haute-Saône), est un botaniste français.

## Biographie
Il est chef de culture au muséum national d'histoire naturelle. Enseignant, auteur de nombreux ouvrages spécialisés, notamment : Éléments d'arboriculture fruitière en 1887 destiné aux instituteurs.
Il est chevalier de la Légion d'honneur.
Il est hybrideur de pivoines arbustives. On lui doit notamment Souvenir de maxime Cornu et Madame Louis Henry.